# Windows XP N
Windows XP N es una variante del sistema operativo Windows XP. Esta versión es idéntica a la edición tradicional pero no lleva incorporado el programa Windows Media Player. Esta edición nació por las exigencias de la Unión Europea de garantizar la libre competencia de reproductores multimedia, por lo cual tan solo se comercializa en Europa.
- Datos: Q9096135